# Helvético-Argentins
Les Helvético-Argentins sont des citoyens argentins d'origine suisse ou avec la citoyenneté suisse ou de personnes d'origine suisse qui vivent en Argentine. La communauté suisse en Argentine est le plus grand groupe de la diaspora suisse en Amérique latine.
Environ 44 000 Suisses ont alors émigré en Argentine jusqu'en 1940, qui se sont installés principalement dans les provinces de Córdoba et Santa Fe et, dans une moindre mesure, à Buenos Aires. En 1856, 200 familles d'immigrants en provenance de la Suisse, l'Allemagne, la France, l'Italie, la Belgique et le Luxembourg ont fondé la ville d'Esperanza, le précurseur de colonies agricoles en Argentine, en commençant ainsi un long processus de la colonisation et de l'immigration européenne. En Río Negro, le règlement suisse a commencé au début du XIXe siècle dans le village de Colonia Suiza ("Colonie suisse").